# Hugo Félix
Pour les articles homonymes, voir Félix et Sequeira.
Félix Sequeira est un nom portugais ; le premier nom de famille (d'usage facultatif) est Félix et le second est Sequeira.
Hugo Félix Sequeira, né le 3 mars 2004 à Viseu, est un footballeur portugais qui joue au poste d'attaquant au Benfica Lisbonne B.
Son frère João Félix est footballeur international portugais.

## Biographie

### Carrière en club
Né à Viseu en Portugal, Hugo Félix est formé par le Benfica Lisbonne, où il signe son premier contrat professionnel en en 2020,. Il commence sa carrière professionnelle en championnat du Portugal de deuxième division, jouant son premier match avec l'équipe reserve du club le 1er mai 2022.

### Carrière en sélection
En juin 2023, Félix est convoqué avec l'équipe du Portugal des moins de 19 ans pour participer au Championnat d'Europe des moins de 19 ans qui a lieu en juillet à Malte. Le Portugal atteint la finale de la compétition après sa victoire face à la Norvège (5-0),,.

## Palmarès
Portugal -19 ans
- Championnat d'Europe
  - Finaliste en 2023